# Марія (геральдика)
Свята Марія, мати Ісуса або Матір Божа, з'являється в геральдиці як звичайна фігура в різних зображеннях на гербах. Часто зображується в щиті і рідше у клейноді.

## Опис
Марія може бути зображена стоячи з немовлям Ісусом на правій чи лівій руці або сидячою на троні з дитиною на колінах. Її також зображують незайманою та в інших позах, наприклад, коли вона стоїть на колінах або молиться. Сама Марія часто з'являється в гербі в короні та з німбом, у плісированій мантії та розпущеним волоссям. Один із маріанських атрибутів, як-от троянди чи лілії, часто з'являється на додаток або замість її образного зображення.
Різноманітне представлення в гербі повинно бути адекватно описане в гербі, оскільки не всі елементи іконопису присутні у гербі. Навіть колір одягу може бути синім, червоним, золотим або сріблястим. Марія також з'являється на гербах як жінка, зодягнена в сонце.

Приклади
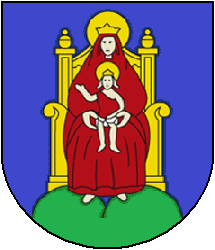
Дамвант
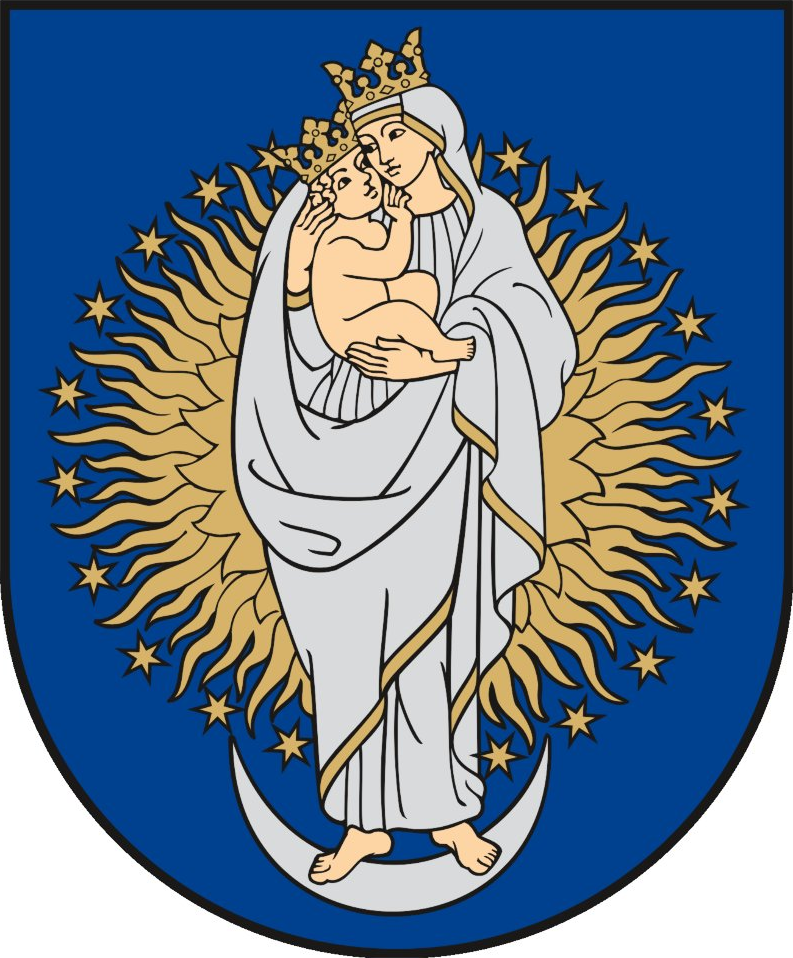
Ейшиске (Литва)
Гессертсгаузен
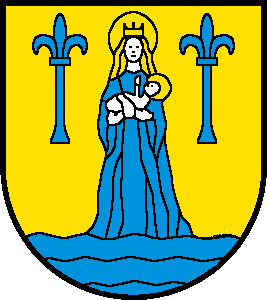
Мельтінген
Шмелльн
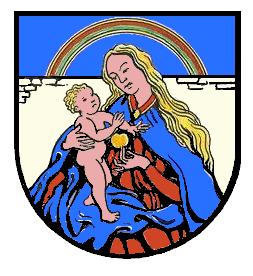
Штуппах
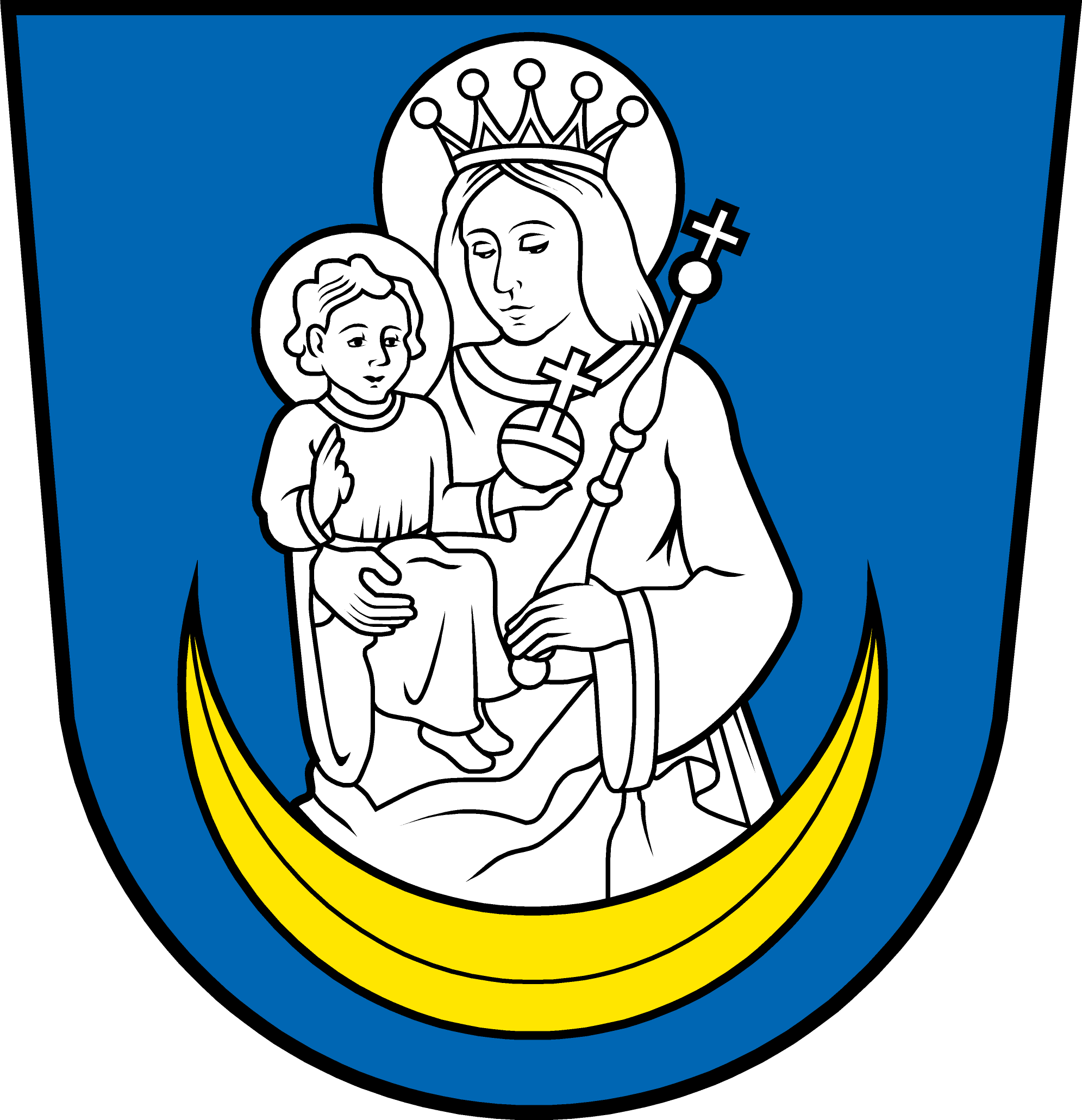
Ірзейський монастир
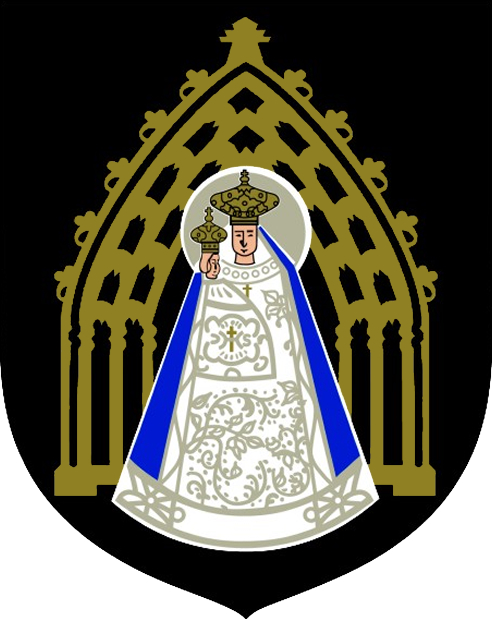
Маріацелль (Штирія)
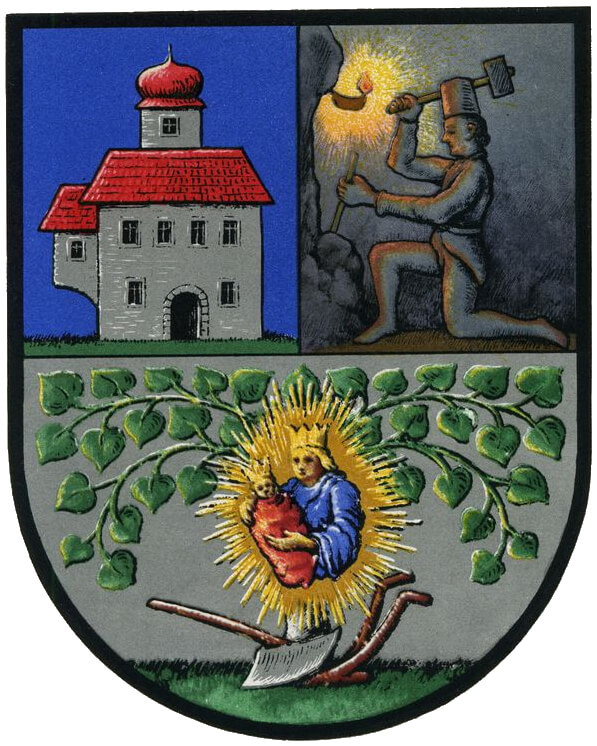
Марія Ланковіц (Австрія) (версія до 2014 року)
Леббеке (Східна Фландрія)
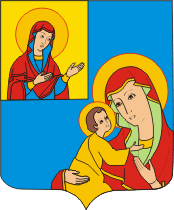
Кобринь (Білорусь) з Анною
Мінськ (Білорусь)
Руффак (Верхній Рейн)
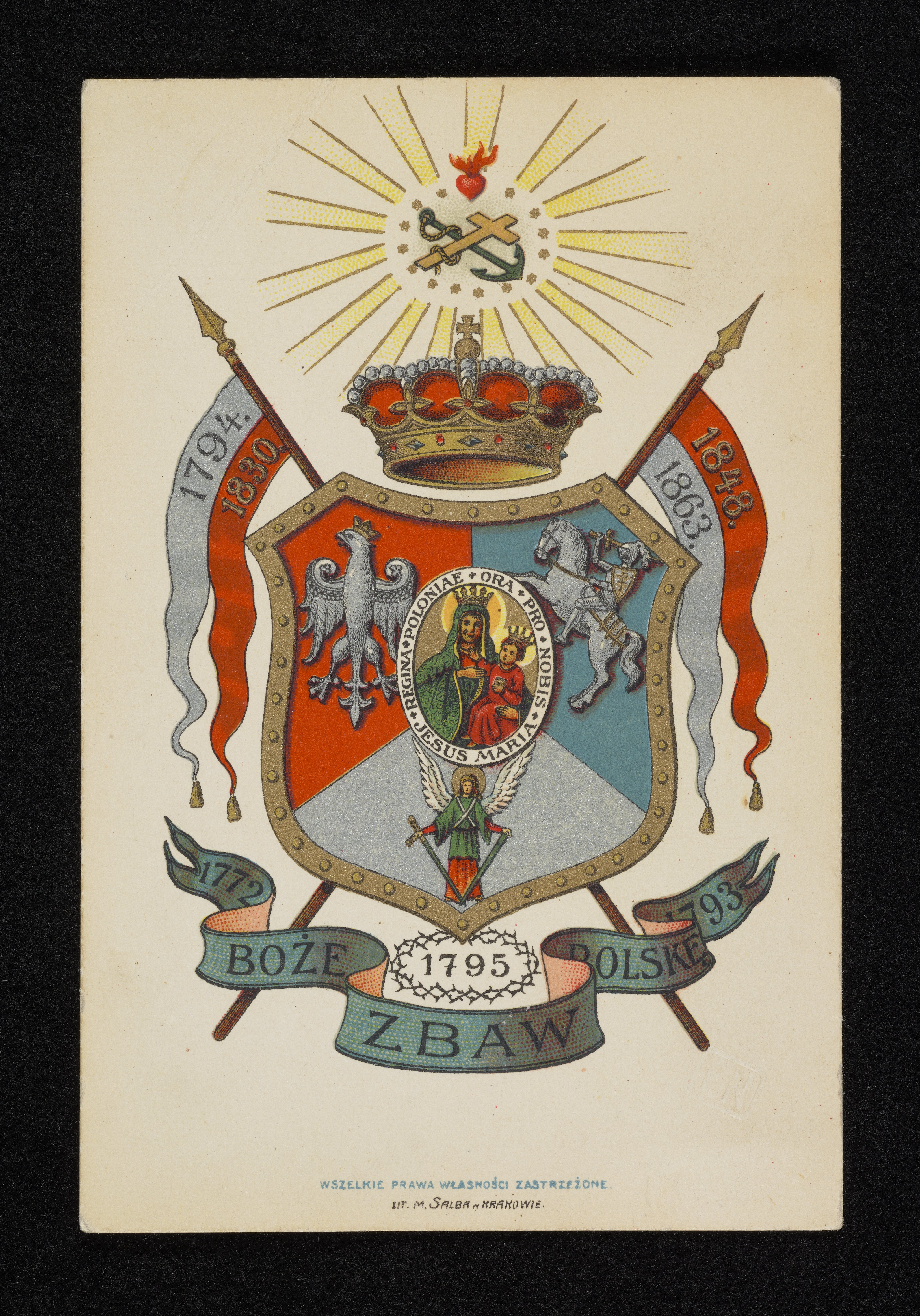
Польська патріотична листівка (1900 р.)
Альбін Малисяк
Здзіслав Фортуняк
Стефан Вишинський

## Діва Марія В Українській Геральдиці
В геральдиці українських населених пунктів Діва Марія зображується або сама, або з Малюком-Ісусом.
Із дев’яти гербів населених пунктів, на яких зображена Богородиця з Дитям, шість з’явилися у XVII-ХІХ ст., шість вживаються в наш час. За іконографією домінує симбіоз Жінки, зодягненої в сонце та Панхарати (6 випадків). Тричі вживається Одигітрія. Серед кольорів одягу домінують червоний, рідше срібний та синій, тла – синій.
Із десяти гербів населених пунктів, на яких зображена Богородиці без Ісуса, тільки герб Почаєва є давнім і датується XVIІI ст. Всі інші герби з’явилися наш час. За іконографією домінує Покрова (8 випадків), по одному разу представлена Оранта та Жінка, зодягнена в сонце. Серед кольорів одягу домінують червоний та синій, тла – синій та золотий.
Діва Марія зустрічається у територіальній символіці Ізюмського та Сумського слобожанських козачих полків, проєктах герба відродженої Речі посполитої ХІХ ст. та сучасного Великого герба України, колишніх районних гербах України.
Два Марія є популярним елементом церковної геральдики України: зустрічається на гербах ієрархів православної та греко-католицької церкви, символах єпархій.

Діва Марія з Малюком-Ісусом
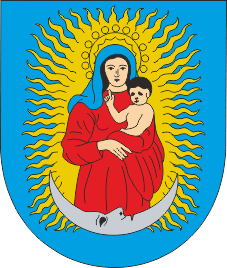
Букачівці (Івано-Франківська область)
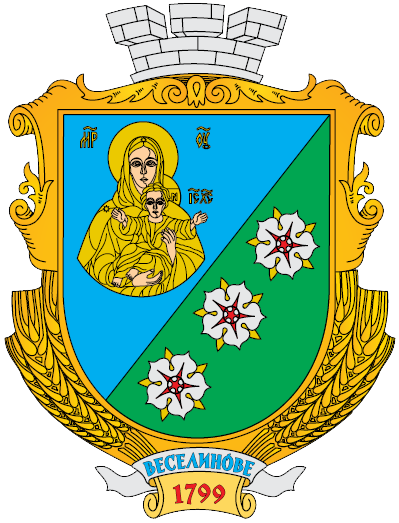
Веселинове (Миколаївська область)
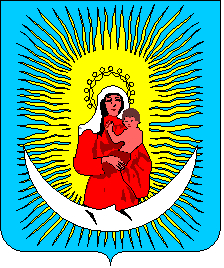
Залізці (Тернопільська область)
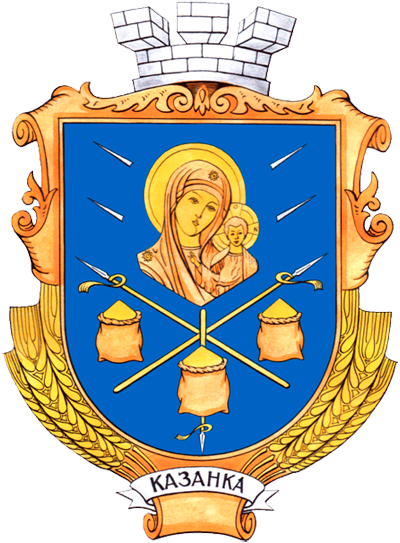
Казанка (Миколаївська область)
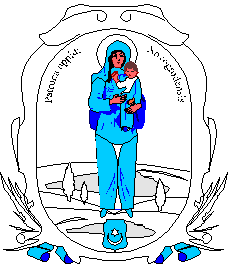
Копайгород (Вінницька область)
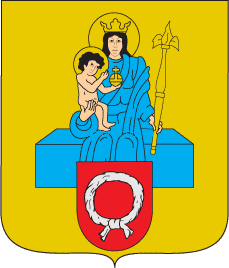
Куткір (реконструкція)
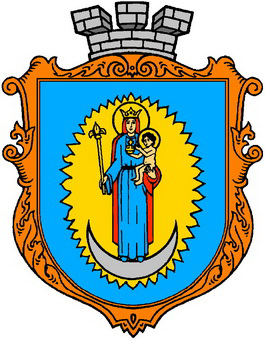
Лопатин (Львівська область)
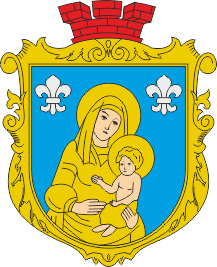
Маріямпіль (Івано-Франківська область)
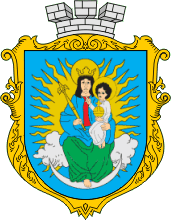
Новий Яричів (Львівська область)
Прапор Сумського полку (XVIII ст., реконструкція)
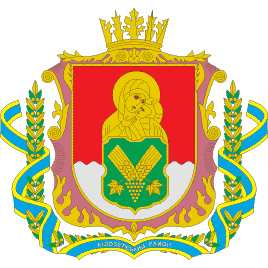
Білозерський район (Херсонська область)
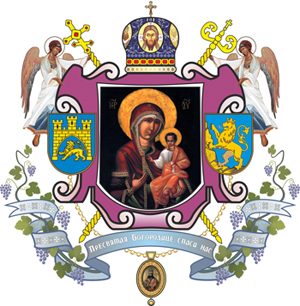
Львівська єпархія ПЦУ
Одесько-Кримський екзархат УГКЦ
Михайло (Бубній)
Йосафат (Говера)
Петро (Лоза)
Володимир (Груца)
Йосафат (Мощич)
Максим (Рябуха)
Теодор (Мартинюк)

Діва Марія як самостійна фігура
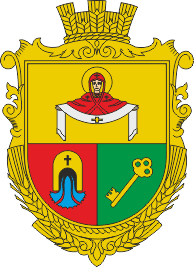
Базар (Тернопільська область)
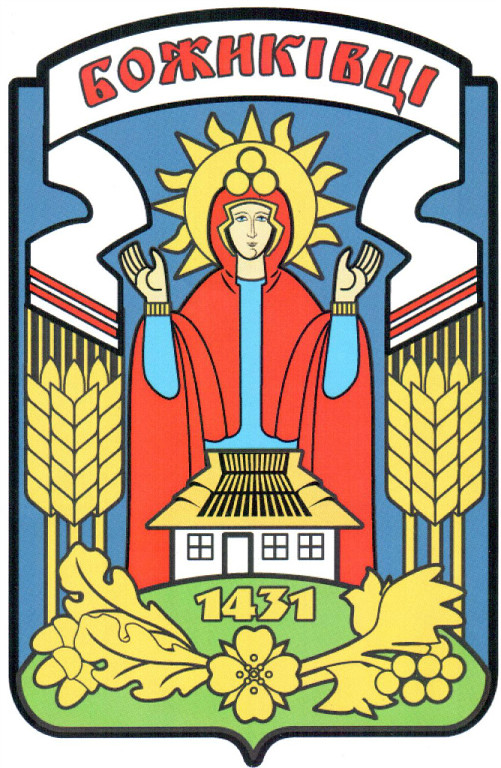
Божиківці (2013-2016 рр.)
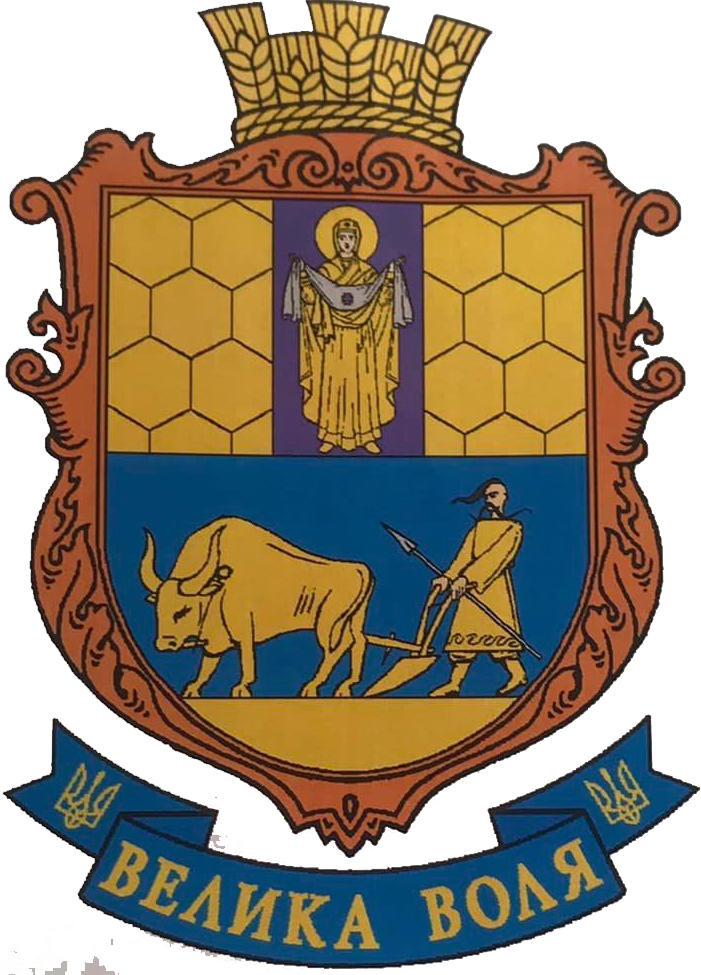
Велика Воля (Львівська область)
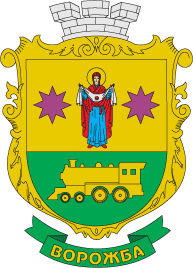
Ворожба (Сумська область)
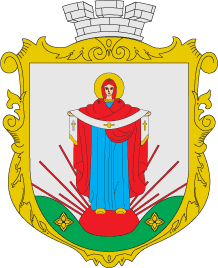
Глибока (Чернівецька область)
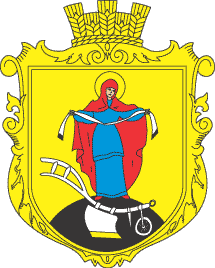
Лемешівка (Київська область)
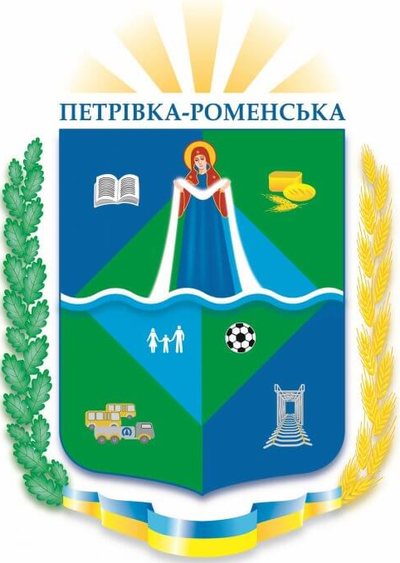
Петрівка-Роменська (Полтавська область)
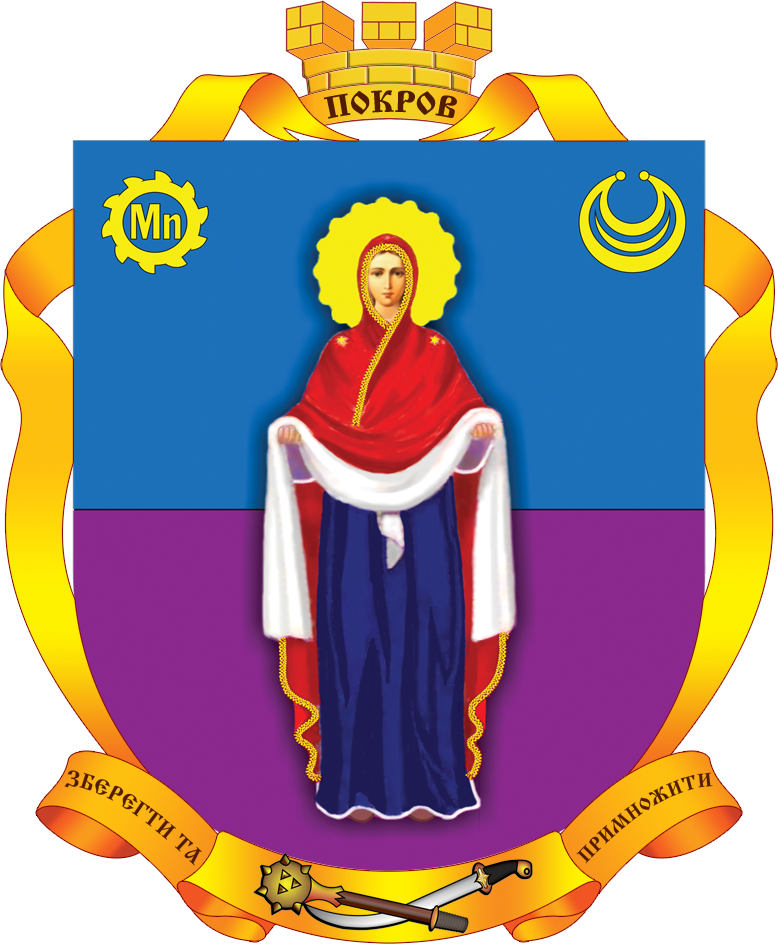
Покров (Дніпропетровська область)
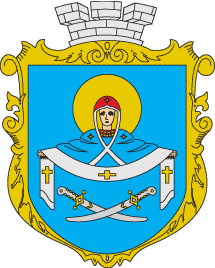
Покровське (Дніпропетровська область)
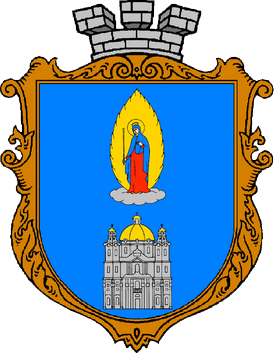
Почаїв (Тернопільська область)
Прапор Ізюмського полку (XVIII ст., реконструкція)
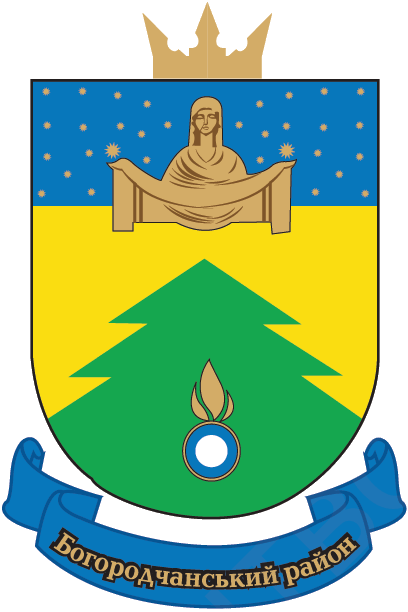
Богородчанський район (Івано-Франківська область)
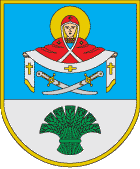
Покровський район (Дніпропетровська область)
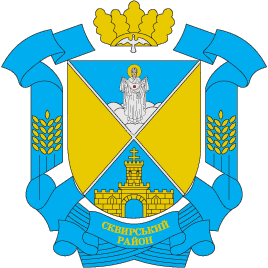
Сквирський район (Київська область)
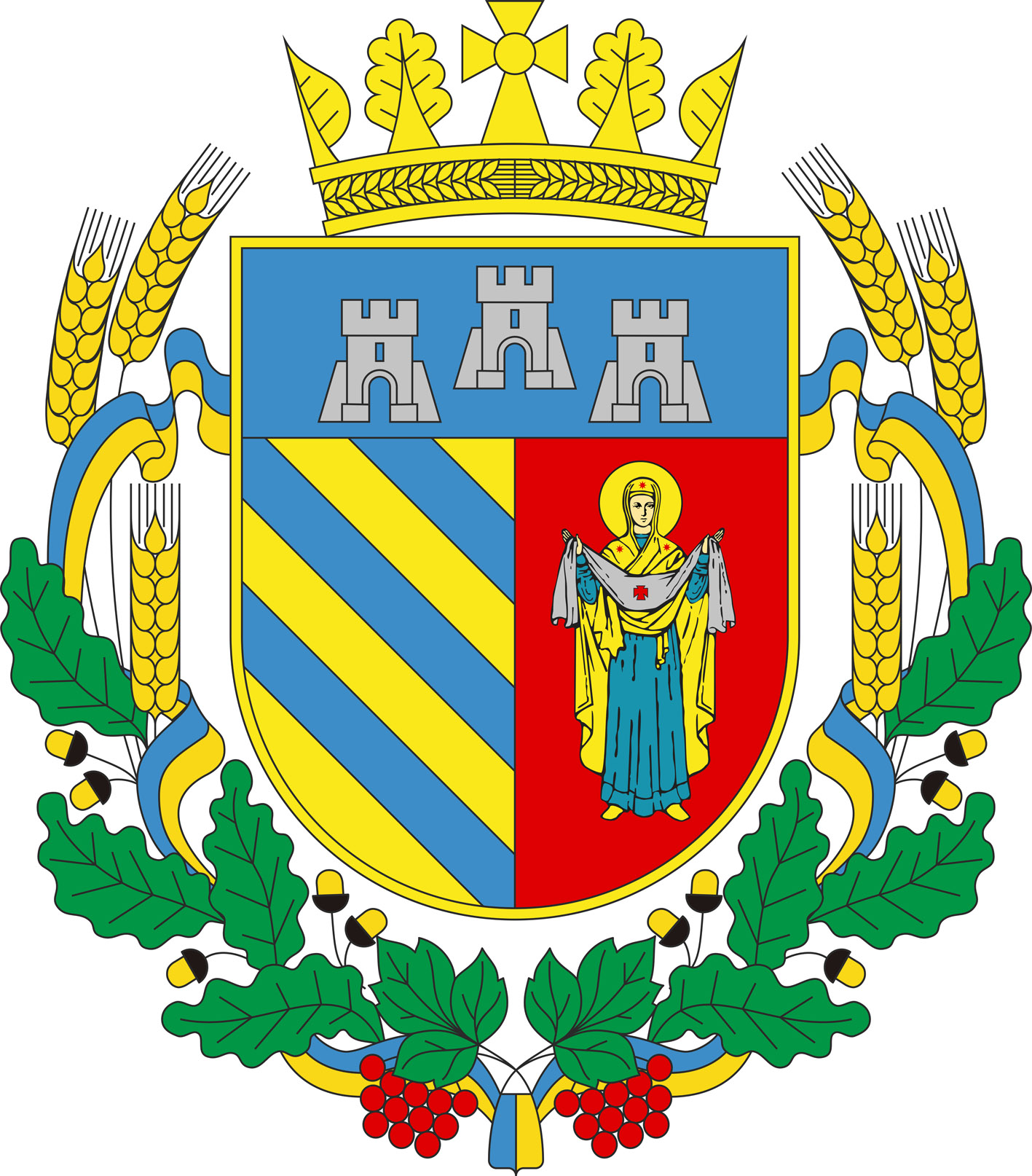
Чортківський район (Тернопільська область)

## Веб-посилання
- Maria (Heraldik) в Heraldik-Wiki